# うちゅうの王
『うちゅうの王』（うちゅうのおう）は、佐々木健（ささけん）による将棋を題材とした漫画作品。将棋監修は棋士の森内俊之名人（肩書きは連載当時）。

## 概要
『小学五年生』（小学館）にて2007年4月号から2008年3月号まで連載。『マサルの一手!』（村川和宏作）以来一年のブランクを経て同誌で連載された将棋ものの漫画である。
単行本はてんとう虫コミックススペシャルとして全1巻が刊行された。作者である佐々木にとって初の単行本化作品である。作中の棋譜は『マサルの一手!』同様に全て森内による創作、監修である。2007年に行われた第5回小学館学年誌杯争奪全国小学生将棋大会のイメージキャラクターとなった。

## あらすじ
市立ほほ笑み小学校に転校してきた子津宙は、河原で一人将棋を指す卯花雅と出会い、日本一の小学生棋士を目指すてっぺん道場を舞台に様々な個性を持つライバルの小学生棋士達と将棋を指す。

## 登場人物
子津 宙（ねづ ちゅう）
本作の主人公で日本一の小学生棋士を目指す小学5年生。対局中は右手の人差し指を右脳に当て、くるくる回転させるポーズ（「宙'S XX」〈XXは鼠の数〉）を取り、盤上に作られた宇宙から勝ち星を見つけ出す。独特のヘアスタイルから「寝グセ男」と呼ばれる。
卯花 雅（うのはな みやび）
将棋が好きな小学5年生。通称ミヤビン。河原で宙と出会い、親友となる。
望月 虎宇（もちづき こう）
てっぺん道場王組に所属する「棋童」と呼ばれる小学5年生。宙の双子の兄。対局中は左手の人差し指を額に当てる「振動数（ヘルツ）」のポーズを取り、盤上にブラックホールを作り出す。
酉戸あいみ（とりと あいみ）
てっぺん道場に所属する小学五年生。宙の入門試験で対局。その時点では銀組だったが、宙に敗れて規定により一度は去ったあとすぐに歩組に復帰した。てっぺん杯の第一局で巳園に敗れてからはロビーで未穂と宙を最後まで応援していた。関西弁を話し、いつもふわふわ帽子をかぶっている。棋風は中飛車の攻め将棋。
牛沢亮吾（うしざわ りょうご）
市立ほほ笑み小学校5年生。てっぺん道場歩組。雅や宙の同級生でいつも雅を負かしていたが転校してきた宙に敗れ、その後入門試験で雅にも敗れた。
美馬坂透（みまさか とおる）
てっぺん道場金組。小学6年生。金組リーダー的存在だが宙にあっさり敗北し、宙に対金組7連勝を献上した。女言葉を使う。
猪野志士緒（いの ししお）
てっぺん道場金組。小学6年生。透の話によれば将棋の実力は一つ上の角組クラスというほどの腕前らしいが、気に入らないことがあると暴れだす性格で半年の謹慎を食らっていたらしい。宙と対局する前に虎宇に56手で敗北。アフロヘアーで、雅からはチンピラ呼ばわりされている。
望月未穂（もちづき みほ）
宙と虎宇の母。老人ホーム働いており、虎宇に負けてリベンジを目指す宙に多面指の特訓をさせた。てっぺん杯では途中から応援に来た。
巳園雛子（みその　ひなこ）
てっぺん道場王組の一人。メルヘンチック容姿で漫画のセリフでは語尾に「♡」がつく。入玉を得意戦法とする。てっぺん杯二回戦で宙に敗れてからはあいみたちとロビーで観戦していた。
堤辰匡（つつみ たつまさ）
てっぺん道場王組の一人で、王組の最年少。いつもガスマスクをつけており素顔は不明。雛子の話によると小1でてっぺん道場の頂点（つまり王組の座）に立ったことがあるほどの強豪。早指しを得意とし語尾に「プ～」とつける。しかしてっぺん杯では王組中最短の61手で宙に敗北した。
犬飼一輝（いぬかい いっき）
てっぺん道場王組の一人。普段は無口。コピー戦法が得意。てっぺん杯初戦では宙の格好をして挑むも敗退（王組勢唯一の一回戦敗退）し、最終回まで負けたショックを引きずっていた。

## 単行本
- 全1巻 ISBN 978-4-09-140637-8 2008年6月2日、てんとう虫コミックススペシャル、小学館

## 関連作品
- マサルの一手! - 2002年11月号-2006年2月号まで連載
- 風の棋士ショウ - 2008年4月号-2009年3月号まで連載
- 駒魂伝!（作:矢沢柴） - 2009年4月号-2010年3月最終号まで連載